# Rona Hartner
Rona Hartner (n. 9 martie 1973, București, România – d. 23 noiembrie 2023, Toulon, Franța) a fost o actriță de film, cântăreață, compozitoare și textieră română de origine germană, stabilită în Franța.

## Biografie
Rona Hartner a fost fiica unui inginer proiectant și a unei economiste. Din 1979 până în 1991 a învățat la școala germană din București. Rona Hartner este de origine germană pe linie paternă, și română pe linie maternă. În anul 1991 începe studiul la Școala de Muzică Titu Maiorescu, iar începând cu anul 1992 începe să studieze la Academia de Teatru și Film din București.
Patru ani mai târziu, regizorul francez Tony Gatlif îi acordă rolul principal în filmul Gadjo dilo - Străinul nebun, care s-a filmat în România. Pentru această prestație, Rona a primit Leopardul de aur (Premiul special pentru interpretare) la Festivalul Internațional de Film de la Locarno.
Tot în 1996 evoluează cu succes în co-producția franco-română Asfalt-Tango regizată de Nae Caranfil.
În 1997 a plecat în Franța, unde a jucat în thrillerul Nekro regizat de Nicolas Masson. În 1998 a revenit în țară pentru a juca în filmul Dublu extaz al lui Iulian Mihu.

## Viața personală
La începutul anului 1999, a izbucnit un scandal mediatic - sex-gate de România - ce a ținut primele pagini ale ziarele și totodată a umplut audințele talk-show-urilor vremii. Actrița Rona Hartner era acuzată de către președintele Partidului România Mare, Corneliu Vadim Tudor că aceasta ar fi întreținut relații amoroase cu președintele Emil Constantinescu. Afacerea Hartner-Constantinescu, varianta neaoșă a scandalului Lewinsky, avea să ajungă și în presa internațională.
Jurnalistul Marius Tucă a invitat-o într-o emisiune pe Rona Hartner spre a-l confrunta pe Corneliu Vadim Tudor.
Corneliu Vadim Tudor susținea că are în posesie jurnalul intim al actriței, în care era descrisă presupusă aventură cu președintele republicii.
De asemenea, a existat și o fotografie în care Rona Hartner și Emil Constantinescu apăreau unul în brațele celuilalt. Rona a explicat că ea și președintele au dansat la un eveniment organizat de Universitatea al cărei rector era Emil Constantinescu.
"În timpul acestui dans, eu cântam melodia «Ești loserul meu». Mi-am dat seama că nu avea un mesaj foarte bun și am încercat să fac diverse lucruri, ca să distrag atenția, am început să mă dau pe spate, picioare-n sus, chestii... Și cum eram eu îmbrăcată-dezbrăcată... s-au făcut o tonă de poze care au devenit o mină de aur și pe care le-au vândut toți fotografii, ani de-a rândul, pe la toate ziarele" (Rona Hartner, Revista The One, 2010)
Scandalul a determinat-o să se stabilească în Paris. Mai târziu s-a îndrăgostit și s-a căsătorit cu actorul argentinian Rocco Sedano cu care are o fată. În anul 2008 au divorțat.
În anul 2010, Rona Hartner avea să recunoască că scandalul a fost o înscenare, apărută din inițiativa secretarului lui Corneliu Vadim Tudor care dorea ca actrița să facă campanie politică pentru Partidul România Mare:
"Tocmai avusesem mare succes cu un film în Franța și secretarul lui Corneliu Vadim Tudor mi-a propus să mă facă vedetă în România (...) Iar pe 8 ianuarie 1999, am aflat de la televizor că scrisesem un jurnal intim, în care spuneam că sunt amanta președintelui. Bineînțeles, jurnalul era inventat”.(Rona Hartner, Revista The One, 2010)

## Rona Hartner despre ea însăși
Ambii părinți ai actriței sunt atei. Deși, conform gândirii lor, au lăsat-o pe fiica lor ca să-și aleagă singură religia, în viitor, bunica maternă, nefiind de acord cu acest lucru, a botezat-o pe Rona în ascuns, în stil ortodox. Până la vârsta de 17 ani nu a știut că este botezată. Drept care, după o experiență avută discutând cu o colegă de-a sa, s-a convertit la catolicism.
„Când eram la liceu aveam o colegă care era catolică, și în fiecare zi îmi povestea ce frumos e la ei la catolici. La un moment dat m-a îndrumat să merg și eu la catolici. La 17 ani am aflat că eu sunt botezată în stil ortodox, tot la 17 ani m-am convertit la catolicism și de atunci mă simt în largul meu și sunt mult mai credincioasă și îmi îndrum și fetița să meargă la biserică”
 a declarat Rona într-un interviu în revista Libertatea.

## Discografie (incompletă)
- 2002 -- Rona Hartner & David Lynch - You're More Than That ‎(CD, Maxi), Couleurs Music, Wagram Music [CM 3078235, 3078235], [11]
- 2005 -- Rona Hartner / DJ Click - Boum Ba Clash ‎(CD, EP, Promo), [CDNØ5SP], [12]
- Gipsy Therapy [13]
- 2014 -- The Balkanik Gospel (distribuitor unic în România, Librăria Libris) [14]

## Filmografie (selecție)
- 1995 - Terente, regele bălților, regizor Andrei Blaier;
- 1996 - Asfalt Tango, regizor Nae Caranfil;
- 1997 - Gadjo Dilo, regizor Tony Gatlif;
- 2000 - Sauve-moi, regizor Christian Vincent;
- 2001 - Sexy Harem Ada Kaleh, regizor Mircea Mureșan;
- 2002 - Le Divorce, regizor Magna Tellman
- 2011 - Chicken with Plums, regizor Marjane Satrapi.

### Interviuri
- La Paris, cu... RONA HARTNER, Dia Radu, Formula AS - anul 2009, numărul 877
- Rona Hartner: Exista barbati ai unei singure femei. Restul sunt niste vagabonzi Arhivat în 1 februarie 2014, la Wayback Machine., 15 martie 2011, Alice Nastase Buciuta, Revista Tango
- RONA HARTNER - "Spre 40 de ani simt înclinația spre mister”, Delia Hanzelik, Formula AS - anul 2012, numărul 1038
- Interviu (și continuarea sa) cu Rona Hartner -- Revista Unica (7 mai 2013)
- Rona Hartner, artist și cetățean universal -- Interviu cu Rona Hartner luat de Radu Pocovnicu și publicat în Flacăra Almanah 2016, paginile 86 - 91

### Video
- The ONE-Rona Hartner
- Sex-Gate de Romania